# Contea di Nan
La contea di Nan (南县S, Nán XiànP) è una contea della Cina, situata nella provincia di Hunan e amministrata dalla prefettura di Yiyang.